# Chloropales luteifacies
Chloropales luteifacies là một loài ruồi trong họ Tachinidae.